# 娜塔莎·卡伊
娜塔莎·卡伊（英語：Natasha Kai，1983年5月22日—），美国女子足球运动员。她曾代表美国国家队参加2008年夏季奥林匹克运动会足球比赛，获得一枚金牌。她也曾参加2007年世界杯女子足球赛。